# Chaîne de Timan
La chaîne de Timan ou monts Timan, en russe Тиманский кряж, Timansky Kryazh, est un massif montagneux de Russie situé entre le bassin fluvial de la Petchora et celui de Mezen, au nord des monts Ouvaly et au sud de la mer de Barents. C'est un massif ancien peu élevé culminant à 463 mètres d'altitude.
Le massif contient des gisements de bauxite et de titane.